# Hermann Heinrich Roeck
Hermann Heinrich Roeck (* 1731 in Lübeck; † 16. Januar 1797 ebenda) war Kaufmann und Ratsherr der Hansestadt Lübeck.

## Leben
Hermann Heinrich Roeck war Sohn des Lübecker Kaufmanns Ludwig Philipp Roeck. Er absolvierte seine Lehre als Kaufmannsgehilfe in Königsberg. Nach Reisen in die Niederlande machte er sich in Lübeck als Kaufmann selbstständig. Er gehörte zunächst den Lübecker Schonenfahrern an, trat dann aber zu den Novgorodfahrern über. In den Rat wurde er 1779 gewählt und war als Ratsherr Präses der Stadtkasse. Er war Vorsteher der Petrikirche und des Heiligen-Geist-Hospitals.